# Policja Wolnego Miasta Gdańska
Policja Wolnego Miasta Gdańska (niem. Polizei der Freien Stadt Danzig) – policja w Wolnym Mieście Gdańsku.

## Historia

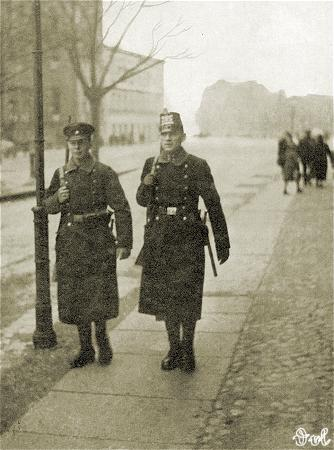
Gdańscy policjanci na patrolu, wczesna lata istnienia Wolnego Miasta Gdańska

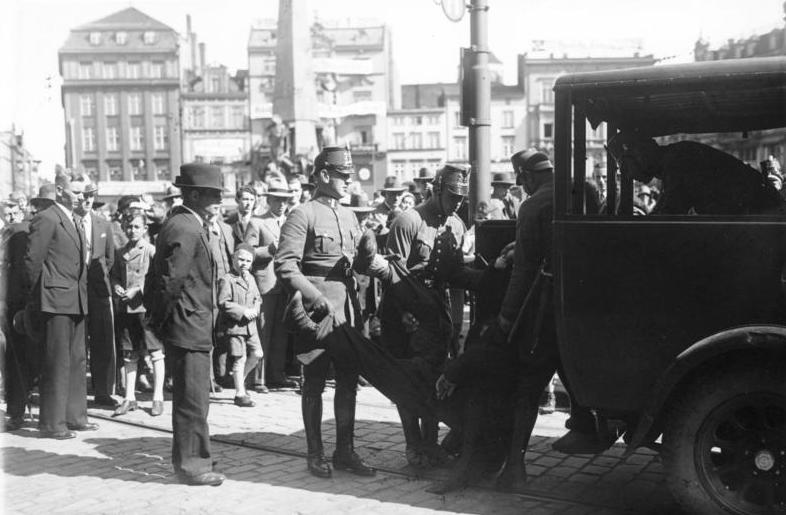
Gdańscy policjanci zatrzymują, na Targu Drzewnym w Gdańsku, osobę zakłócającą porządek podczas wyborów do Volkstagu, maj 1933

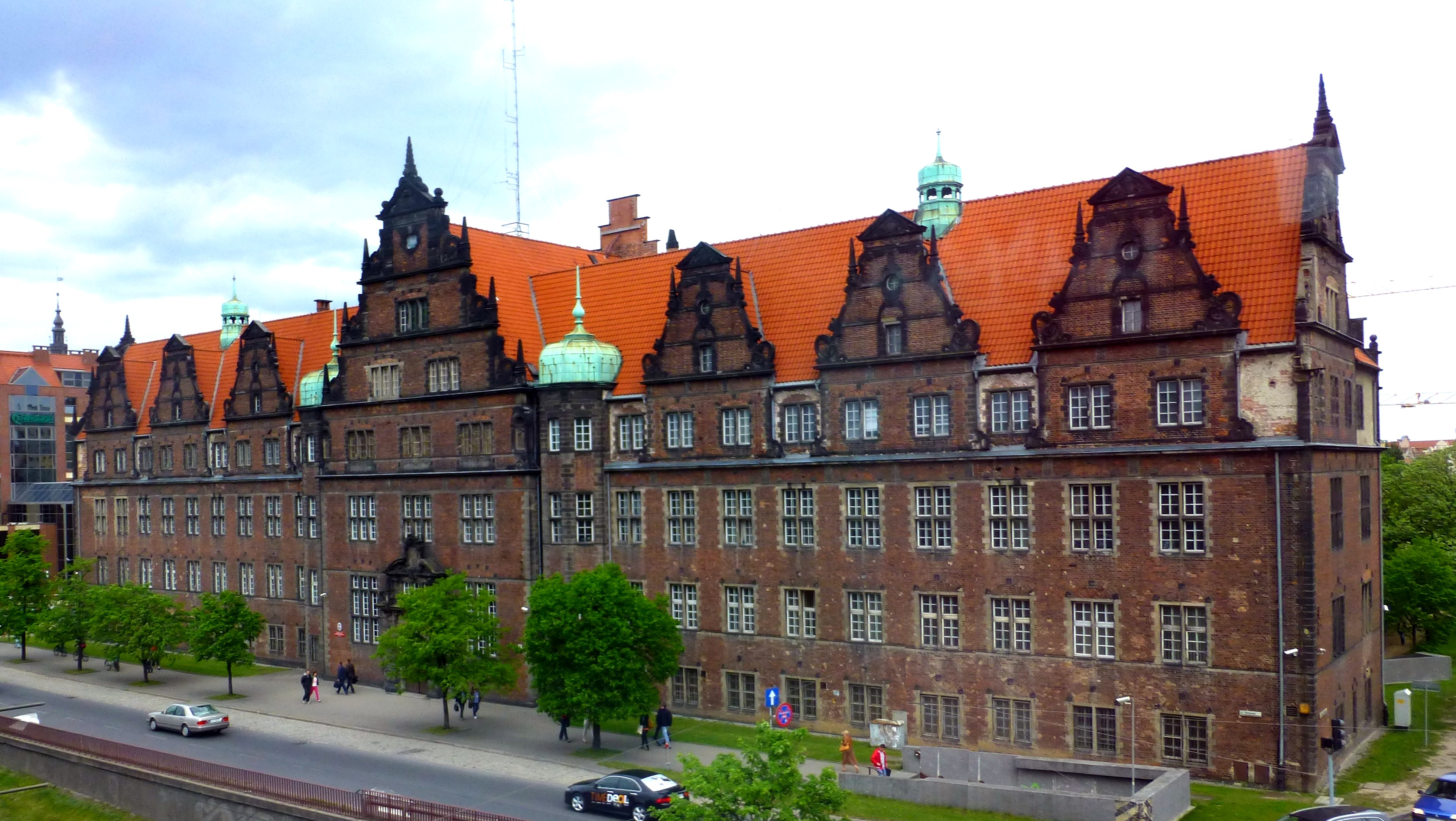
Zabytkowy budynek przy ul. Okopowej 9 w Gdańsku, zbudowany w latach 1902–1905 jako Królewskie Prezydium Policji. Później znany jako Prezydium Policji

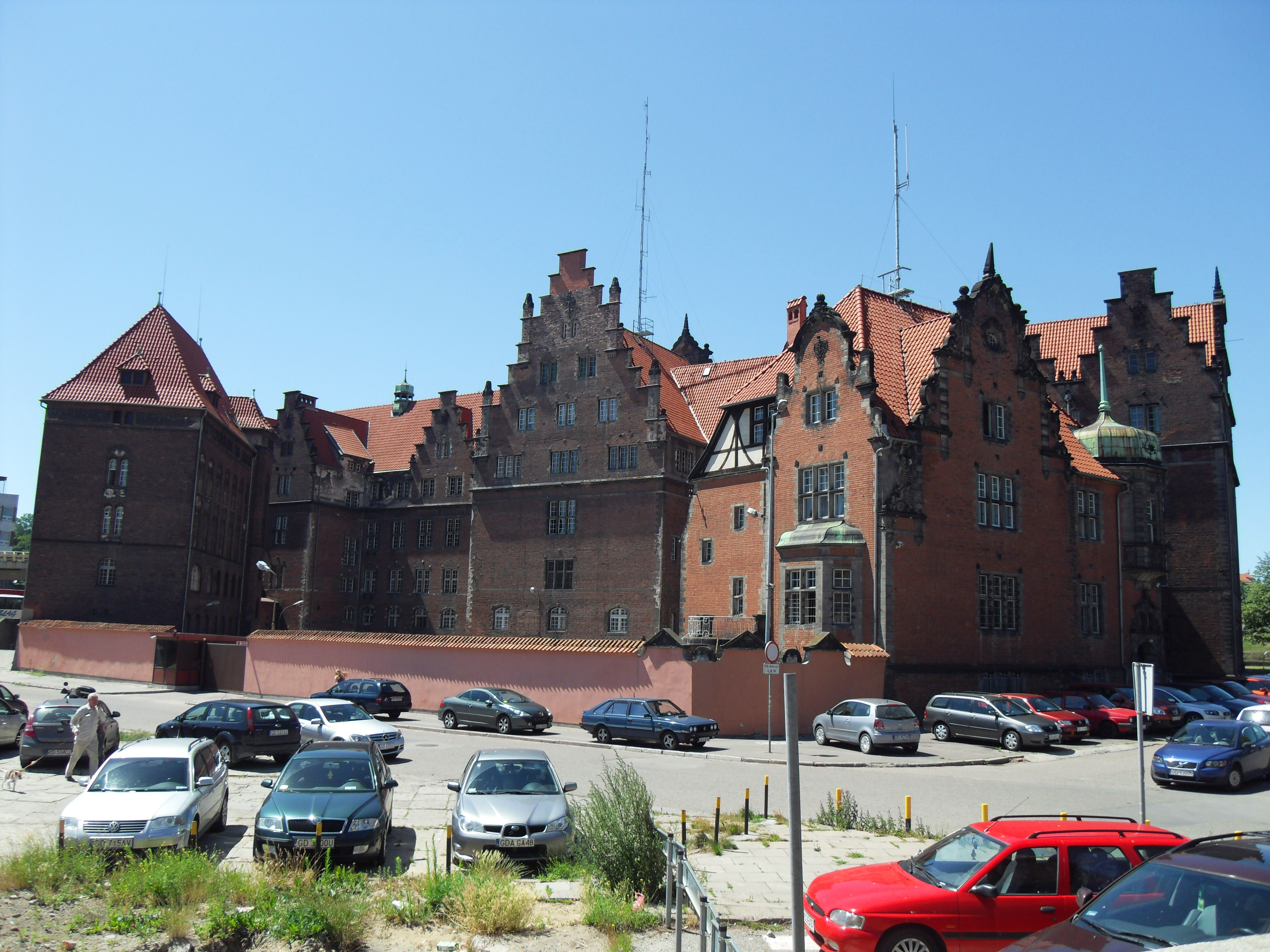
Ulica Bogusławskiego na Głównym Mieście w Gdańsku i tył dawnego Prezydium Policji

Policja została utworzona 19 sierpnia 1919, dla zapewnienia bezpieczeństwa mieszkańców Gdańska po zakończeniu I wojny światowej. Nazwana została Policją bezpieczeństwa (niem. Sicherheitspolizei, w skrócie Sipo). Po przeprowadzeniu reformy służb porządkowych w Wolnym Mieście Gdańsku, w 1921 nazwę zmieniono na Policja ochronna (Schutzpolizei, w skrócie Schupo). Istniała do 1 września 1939. Spora część członków rekrutowała się z dawnych formacji wojskowych zdemilitaryzowanego regionu.
Stanowisko prezydenta policji, od 1 kwietnia 1921 do końca istnienia Wolnego Miasta, zajmował Helmut Froböss.
Komenda – Prezydium Policji (niem. Polizeipräsidium) – znajdowała się w Gdańsku przy ówczesnej Karrenwall (północna część ul. Okopowej) 9, w gmachu dawnego Królewskiego Prezydium Policji. Zabytkowy budynek powstał w latach 1902–1905, zaprojektował go Alfred Muttray. Został oddany do użytku 6 maja 1905 i nieuszkodzony przetrwał II wojnę światową.
Początkowo istniało 12 rewirów policyjnych, po reformie w 1926 ich liczba zmniejszyła się do 7 rewirów.
Policjanci byli początkowo umundurowani w tradycyjne, granatowe uniformy. W 1922 zaczęto wprowadzać mundury w kolorze szaro-zielonym. Na głowach nosili czako w kolorze szaro-zielonym z dużym herbem Gdańska. Mundury granatowe ostatecznie wycofano z użytku 1 grudnia 1924.
Gdańscy policjanci posiadali własnych piłkarzy, od 1920 SV Schutzpolizei Danzig, od 1939 Polizei SV Danzig.